# Payn de Turberville
Payn de Turberville también Payne y Pagan (apodado el Demonio, Turberville c. 1095-Bridgend, c. 1129) fue un caballero anglonormando, señor de Coity. Fue uno de los doce caballeros de Glamorgan que acompañaron a Robert FitzHamon durante la conquista normanda de Gales.
El origen de su apodo, el demonio (en idioma galés: Y Cyrthraul) es despectivo, pero no se sabe nada de las razones de este epíteto. Una vez consolidada la situación en Glamorgan, FitzHamon dividió la tierra entre sus seguidores, dando a Payn de Turberville el señorío y castillo de Coity. Payn confirmó su derecho casándose con la heredera del último poseedor de la tierra y el castillo, Iestyn ap Gwrgant. 

## Herencia
Se casó con Morgan ap Meurig (c. 1080), hija de Meurig ap Gwrgan (1050 - 1080). Meurig era hermano del depuesto señor de Glamorgan, Iestyn ap Gwrgant. Todos ellos descendientes de Gwrgan ab Ithel (c. 1008), rey de Morgannwg (Glamorgan). De esa relación tuvieron varios hijos:
- Simon De Turberville, fue el primogénito. Murió sin descendencia;
- Gilbert de Turberville (c. 1125-?), heredó de su hermano el señorío de Coyty y Crûg Howell (hoy Crickhowell). Gilbert tuvo un hijo con su esposa, Agnes, a quien llamó Payne. Sir Payne (el menor) tuvo dos hijos: el mayor, su heredero, llamado Gylbert/Gilbert, y el menor, llamado Ermerod. Gylbert se convirtió en señor del castillo de Coyty, mientras que su hermano, Ermerod, se convirtió en señor de Crûg Howell.